# Harsahi
Harsahi (en népalais : हर्षाही) est un comité de développement villageois du Népal situé dans le district de Sindhuli. Au recensement de 2011, il comptait 4 693 habitants.